# Tatiana Zacharova-Nadyrova
Tatiana Zacharova-Nadyrova, född den 29 januari 1951 i Chrystynivka, Ukrainska SSR, Sovjetunionen, är en sovjetisk basketspelare som var med och tog OS-guld 1976 i Montréal. Detta var första gången dambasket var med på det olympiska programmet. Zacharova-Nadyrova var även med fyra år senare och tog OS-guld 1980 i Moskva.